# 9930 Billburrows
9930 Billburrows este un asteroid din centura principală de asteroizi.

## Descriere
9930 Billburrows este un asteroid din centura principală de asteroizi. A fost descoperit pe 5 februarie 1984 la Stația Anderson Mesa de Edward L. G. Bowell. El prezintă o orbită caracterizată de o semiaxă mare de 2,44 ua, o excentricitate de 0,10 și o înclinație de 7,5° în raport cu ecliptica.